# Fumulus
Fumulus (Fum.) – odmiana chmur, która może utworzyć się na wszystkich wysokościach, od chmur Cirrus do chmur Stratus występuje w postaci lekkiej zasłony, niejednokrotnie tak delikatnej że prawie niewidocznej.
Najczęściej powstaje ona w czasie gorącego dnia w obszarach o małych szerokościach geograficznych. Od czasu do czasu zasłona ta w poszczególnych miejscach szybko grubieje i tworzy wyraźne chmury, przede wszystkim Cirrus lub Cumulus.
Tak powstałe chmury zdają się być nietrwałe i na ogół zanikają w krótkim czasie po utworzeniu się.
Należy jednak odróżnić chmurę Cirrus fumulus od Cirrostratus nebulosus. Ta ostatnia jest chmurą daleko bardziej trwałą i nie obserwuje się zjawisk szybkiego jej tworzenia się i zanikania, które są charakterystyczne dla chmury Cirrus fumulus.